# Banned Books Week
 (septembre 2020).
Si vous disposez d'ouvrages ou d'articles de référence ou si vous connaissez des sites web de qualité traitant du thème abordé ici, merci de compléter l'article en donnant les références utiles à sa vérifiabilité et en les liant à la section « Notes et références ».
Banned Books Week (trad. litt. : « Semaine des livres interdits ») est un événement annuel créé par l'American Library Association et Amnesty International, qui célèbre la liberté de lire, attire l'attention sur les livres interdits et contestés et met en lumière les personnes persécutées. 
Tenue au cours de la dernière semaine de septembre depuis 1982, la campagne des États-Unis « souligne l'importance d'assurer la disponibilité de ces points de vue peu orthodoxes ou impopulaires à tous ceux qui souhaitent les lire » et l'exigence de garder le matériel accessible au public afin que les gens puissent développer leurs propres conclusions et opinions. La campagne internationale note des individus « persécutés à cause des écrits qu'ils produisent, diffusent ou lisent ». Certains des événements qui se produisent pendant la semaine du livre interdit sont la lecture virtuelle et le festival du film du premier amendement.

## Historique
La Banned Books Week a été fondée en 1982 par Judith Krug, une éminente défenseuse des bibliothèques et du Premier amendement. Krug a déclaré que l'Association des éditeurs américains l'avait contactée avec des idées pour porter des livres interdits « à l'attention du public américain » après qu'une « flopée de livres » ait été interdite cette année-là. Krug a transmis l'information à l'Intellectual Freedom Committee de l'American Library Association et « six semaines plus tard, nous avons célébré la première Banned Books Week ».
Banned Books Week est sponsorisé par l'American Library Association (ALA), l'American Booksellers Association, l'American Booksellers Foundation for Free Expression (ABFFE), l'American Society of Journalists and Authors, l'Association of American Publishers, la National Association of College Stores et approuvé par le Centre du livre de la Bibliothèque du Congrès.
Depuis 2011, l'Association américaine des bibliothécaires scolaires (AASL) a désigné le mercredi de la Banned Books Week comme Journée de sensibilisation aux sites Web interdits. Leur objectif est « d'attirer l'attention sur le filtrage trop agressif des sites Web éducatifs et sociaux utilisés par les étudiants et les enseignants ». Dans l'enquête nationale de 2012 de l'AASL, 94 % des répondants ont déclaré que leur école utilisait un logiciel de filtrage, la majorité des sites Web bloqués concerne les réseaux sociaux (88%), la messagerie instantanée ou le chat en ligne (74%), les jeux (69%) et services vidéo comme YouTube (66%). La position de l'AASL est que « l'aspect social de l'apprentissage » est important pour les élèves du 21e siècle et que de nombreuses écoles vont « au-delà des exigences énoncées par la Federal Communications Commission dans sa Child Internet Protection Act ».

## L'événement aux États-Unis
Elle a lieu au cours de la dernière semaine de septembre depuis 1982. La Banned Books Week encourage non seulement les lecteurs à examiner les œuvres littéraires contestées, mais promeut également la liberté intellectuelle dans les bibliothèques, les écoles et les librairies. Son objectif est « d'enseigner l'importance de nos droits du premier amendement et du pouvoir de la littérature, et d'attirer l'attention sur le danger qui existe lorsque des restrictions sont imposées à la disponibilité de l'information dans une société libre ». Offrant des kits de la Banned Books Week, l'ALA vend des affiches, des badges et des marque-pages pour célébrer l'événement.
De nombreux établissements d'enseignement célèbrent également les livres interdits et contestés au cours de cette semaine, créant souvent des expositions et des programmes autour de la campagne de sensibilisation. De plus, divers libraires parrainent des activités et des événements à l'appui de la Banned Books Week. Certains détaillants créent des vitrines, tandis que d'autres vont plus loin, invitant les auteurs de documents interdits et contestés à venir s'exprimer dans leurs magasins, et finançant des concours de rédaction annuels sur la liberté d'expression. Les établissements d'enseignement et les libraires parrainent également des « lectures », permettant aux participants de lire à haute voix des passages de leurs livres interdits préférés.

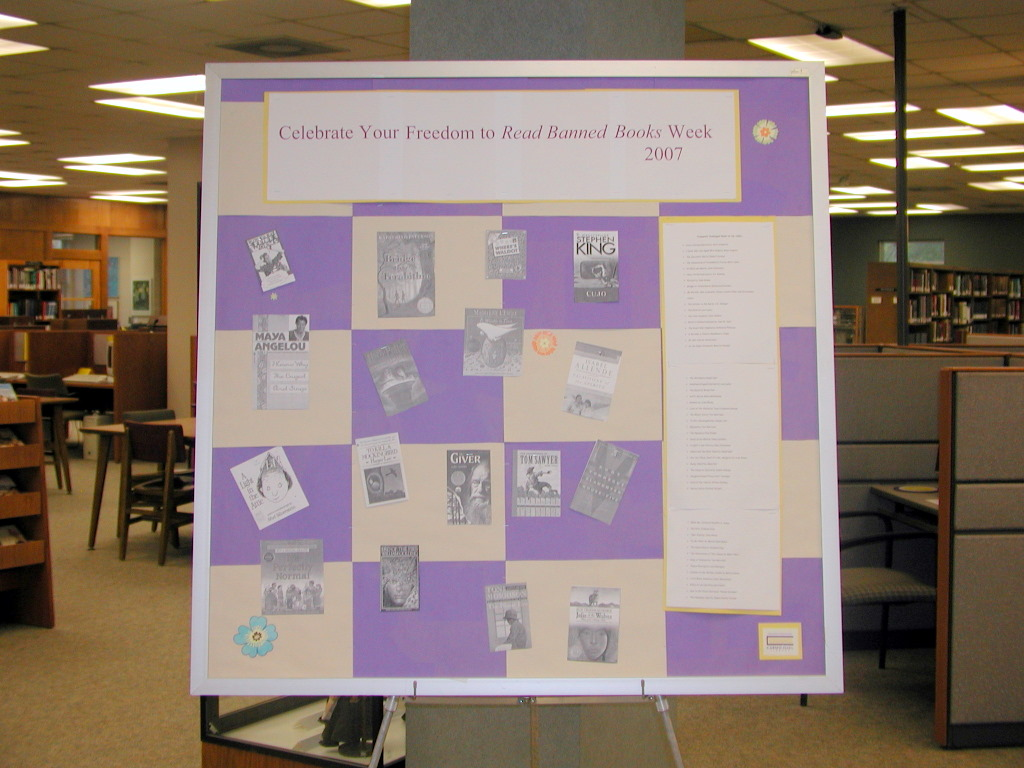
Cette affiche affiche des couvertures de livres qui ont été contestés ou interdits et une liste des livres les plus contestés ou interdits dans les années 1990

## L'événement à l'international
Amnesty International célèbre également la Banned Books Week en attirant l'attention sur les personnes « persécutées en raison des écrits qu'elles produisent, diffusent ou lisent ». Son site Web documente chaque année des « cas prioritaires » qui montrent des personnes qui auraient été tuées, incarcérées ou harcelées par les autorités nationales du monde entier, et exhortent les gens à « prendre des mesures » pour l'aider en partenariat avec son « Réseau d'action urgente » en contactant les autorités concernant les violations des droits de l'homme. Ils fournissent également des mises à jour sur les cas des années précédentes, donnant un historique et le statut actuel des personnes qui auraient été persécutées pour leurs écrits. Les cas incluent des personnes originaires d'Azerbaïdjan, de Chine, de Cuba, d'Égypte, de Gambie, d'Iran, du Myanmar, de Russie et du Sri Lanka.